# Öffentliche Universität Aomori
Koordinaten: 40° 45′ 7,1″ N, 140° 46′ 17,7″ O

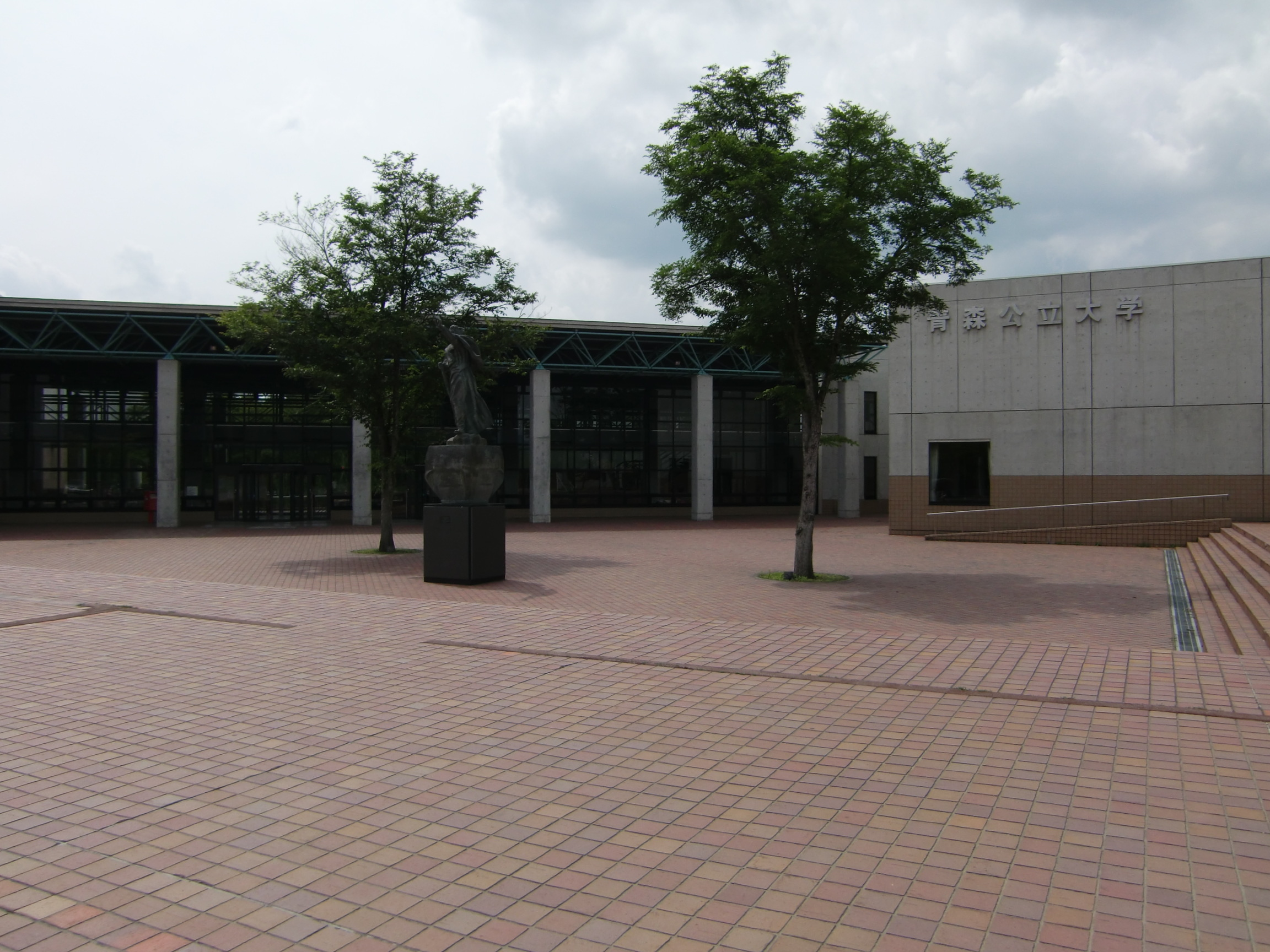
Haupteingang (2009)

Die Öffentliche Universität Aomori (japanisch 青森公立大学 Aomori kōritsu daigaku; engl. Aomori Public University, kurz: APU) ist eine städtische Universität in Aomori in der Präfektur Aomori (Japan).
Gegründet wurde sie 1993 vom Aomori-Gebiet-Zweckverband (青森地域広域事務組合, Aomori-chiiki kōiki jimu kumiai; siehe Kōiki Rengō). Die Mitglieder (Gemeinden) waren heutige Städte Aomori, Hiranai, Sotogahama, Imabetsu und Yomogita. Der Betreiber der Universität ist seit 2009 die von der Stadtverwaltung Aomori finanzierte Universitätskörperschaft.
1997 wurde die Graduate School (Masterstudiengänge) eingerichtet, 2006 dann die Doktorkurse. 2013 wurde der englische Name der Universität von „Aomori Public College“ in „Aomori Public University“ verändert.

## Fakultäten
- Fakultät für Wirtschaftswissenschaften
  - Abteilung für Betriebswirtschaftslehre
  - Abteilung für Volkswirtschaftslehre
  - Abteilung für Regionale Zukunft (jap. 地域みらい学科, engl. Department of Regional Frontier)